# نیوزنایت
نیوزنایت از برنامه‌های روزانه تلویزیون بی‌بی‌سی است که در آن امور کنونی تحلیل و سیاسیون ارشد مورد نقد و بررسی قرار می‌گیرند. جرمی پکسمن به مدت دو دهه مجری اصلی آن بوده است. این برنامه از ۱۹۸۰ از بی بی سی دو پخش شده است.